# Aphodobius peringueyi
Aphodobius peringueyi är en skalbaggsart som beskrevs av Schmidt 1909. Aphodobius peringueyi ingår i släktet Aphodobius och familjen Aphodiidae. Inga underarter finns listade i Catalogue of Life.